# Víkingur Reykjavík
A Knattspyrnufélagið Víkingur (más néven Vikingur a nemzetközi sajtóban legtöbbször Vikingur Reykjavik) egy izlandi sportklub, melynek székhelye Reykjavíkban található. Az ország egyik legnépszerűbb egyesülete, legeredményesebb labdarúgó és kézilabda szakosztálya. A futball csapatot 1908-ban alapították, hat bajnoki címet és négy kupagyőzelmet ünnepelhettek. A kézilabdacsapat női és férfi szakágban is képviselteti magát, összesen 18 hazai trófeát nyertek. A Víkingur rendelkezik még tenisz, asztalitenisz, karate és sí szakosztályokkal is, minden sportágban lehetőséget nyújtva a férfi és női versenyzőknek egyaránt.

## A klub története

### Az alapítás
A Víkingur Reykjavik 1908. április 21-én alakult, azzal a céllal, hogy a környékbeli fiataloknak sportolási lehetőséget nyújtson. Az alapítok között szerepelt 
- Axel Andresson a 32 tagú igazgatóság elnöke.
- Emil Thoroddsen a klub első titkára.
- Davíð Jóhannesson aki a pénztárosi feladatkört látta el.
- Páll Andresson és Thordur Albertsson.[1]

## Bajnoki szereplés

### Férfi labdarúgás
| - 1918–56: Úrvalsdeild - 1957–69: Division 2 - 1970: Úrvalsdeild - 1971: Division 2 - 1972: Úrvalsdeild - 1973: Division 2 - 1974–85: Úrvalsdeild - 1986–87: Division 2 - 1988–93: Úrvalsdeild - 1994: Division 2 - 1995: Úrvalsdeild | - 1996–98: Division 2 - 1999: Úrvalsdeild - 2000–03: Division 2 - 2004: Úrvalsdeild - 2005: Division 2 - 2006–07: Úrvalsdeild - 2008–10: Division 2 - 2011: Úrvalsdeild - 2012–13: Division 2 - 2014–: Úrvalsdeild |

#### 2013
Újraszervezése után a Víkingur a 2012-es idényt követően visszajutott az élvonalba.

#### 2014
A klub a 4. helyen végzett a 2014-es bajnoki kiírásban, legjobb helyezését elérve 1991 óta.

#### 2015
A csapat első európai kupaselejtezőjét játszotta az 1992-ben a szlovén FC Koper ellen 3-2-es összesítéssel elvesztett párharc után.

## Játékosok

### Jelenlegi keret
Utolsó módosítás: 2024. július 29.
| #  |     | Poszt | Név                      |
| -- | --- | ----- | ------------------------ |
| 1  | ISL | K     | Ingvar Jónsson           |
| 2  | ISL | KP    | Sveinn Gísli Þórkelsson  |
| 3  | ISL | V     | David Helgi Aronsson     |
| 4  | SWE | V     | Oliver Ekroth            |
| 5  | ISL | V     | Jón Guðni Fjóluson       |
| 6  | FRO | KP    | Gunnar Vatnhamar         |
| 7  | ISL | KP    | Erlingur Agnarsson       |
| 8  | ISL | KP    | Viktor Örlygur Andrason  |
| 9  | ISL | CS    | Helgi Guðjónsson         |
| 10 | SLV | KP    | Pablo Punyed             |
| 12 | ISL | V     | Halldór Smári Sigurðsson |
| 16 | ISL | K     | Thórdur Ingason          |
| 17 | ISL | CS    | Ari Sigurpálsson         |

| #  |     | Poszt | Név                        |
| -- | --- | ----- | -------------------------- |
| 18 | ISL | KP    | Óskar Örn Hauksson         |
| 20 | DEN | KP    | Tarik Ibrahimagic          |
| 21 | ISL | KP    | Aron Elis Þrábdarson       |
| 22 | ISL | KP    | Karl Fridleifur Gunnarsson |
| 23 | DEN | CS    | Nikolaj Hansen             |
| 24 | ISL | V     | Davíd Örn Atlason          |
| 25 | ISL | KP    | Valdimar Þór Ingimundarson |
| 26 | ISL | KP    | Thorri Heidar Bergmann     |
| 27 | ISL | CS    | Matthías Vilhjálmsson      |
| 30 | ISL | KP    | Daði Berg Jónsson          |
| 99 | ISL | K     | Uggi Jóhann Auðunsson      |
| –  | ISL | KP    | Gylfi Sigurðsson           |

## A klub edzői
| - Axel Andrésson (1908–24) - Fritz Buchloh (1938–40) - Yuri Illichev (1978–79) - Yuri Sedov (1980–82)(86–89) - Jean-Paul Colonval (1983) - Björn Árnason (1984) - Logi Ólafsson (1990–92) - Lárus Guðmundsson (1993) - Kjartan Másson (1994) - Pétur Pétursson (1995) - Aðalsteinn Aðalsteinsson (1996) - Magnús Smári Þorvaldsson (1997) - Luka Kostić (1998–00)(2002) | - Björn Bjartmarz (2001) - Sigurður Jónsson (2003–05) - Magnús Gylfason (2006–07) - Jesper Tollefsen (2007–08) - Leifur Garðarson (2009–11) - Andri Marteinsson (2011) - Bjarnólfur Lárusson (2011) - Ólafur Þórðarson (2011–15) - Miloš Milojević (2015–2017) - Logi Ólafsson (2017–18) - Arnar Gunnlaugsson (2018–) |

## Ismertebb játékosok
- Helgi Sigurðsson
- Arnór Guðjohnsen
- Kári Árnason
- Sölvi Ottesen
- Kolbeinn Sigþórsson
- Stefán Logi Magnússon
- Aron Elís Þrándarson
- Óttar Magnús Karlsson
- Richard Keogh
- Kemar Roofe

## Európai kupaszereplés

### Mérkőzések
| Szezon  | Kupa                        | Forduló | Ellenfél       | Hazai eredmény | Idegenbeli eredmény | Összesítés |
| ------- | --------------------------- | ------- | -------------- | -------------- | ------------------- | ---------- |
| 1972–73 | Kupagyőztesek Európa-kupája | 1R      | Legia Warszawa | 0–2            | 0–9                 | 0–11       |
| 1981–82 | UEFA-kupa                   | 1R      | Bordeaux       | 0–4            | 0–4                 | 0–8        |
| 1982–83 | UEFA-bajnokok ligája        | 1R      | Real Sociedad  | 0–1            | 2–3                 | 2–4        |
| 1983–84 | UEFA-bajnokok ligája        | 1R      | Rába ETO Győr  | 0–2            | 1–2                 | 1–4        |
| 1992–93 | UEFA-bajnokok ligája        | 1R      | CSZKA Moszkva  | 0–1            | 2–4                 | 2–5        |
| 2015–16 | Európa-liga                 | 1Q      | Koper          | 0–1            | 2–2                 | 2–3        |

Jegyzet:
- 1R: Első forduló
- 1Q: Selejtező

## Rekordok

### Legtöbb mérkőzés
| Pályára lépés | Játékos                  | Pályára lépés | Játékos               |
| ------------- | ------------------------ | ------------- | --------------------- |
| 351           | Magnús Þorvaldsson       | 193           | Björn Bjartmarz       |
| 314           | Jóhannes Bárðarson       | 192           | Gunnar Örn Gunnarsson |
| 273           | Diðrik Ólafsson          | 192           | Ragnar Gíslason       |
| 251           | Daníel Hjaltason         | 187           | Eiríkur Þorsteinsson  |
| 219           | Sigurjón Þorri Ólafsson  | 187           | Hörður Theódórsson    |
| 212           | Egill Atlason            | 181           | Lárus Huldarsson      |
| 206           | Jón Ólafsson             | 171           | Bjarni Lárus Hall     |
| 206           | Halldór Smári Sigurðsson | 167           | Heimir Karlsson       |
| 202           | Aðalsteinn Aðalsteinsson | 166           | Atli Helgason         |
| 200           | Atli Einarsson           | 166           | Jóhann Þorvarðarson   |

## Trófeák

### Férfi labdarúgás

#### Bajnokság
- Bajnok (7): 1920, 1924, 1981, 1982, 1991, 2021, 2023

Ezüstérmes: 1918, 1921, 1922, 1925, 1938, 1940, 1948
- Másodosztályú bajnok (5): 1969, 1971, 1973, 1987, 2010

Ezüstérmes: 1998, 2003, 2005, 2013

#### Kupa
- Kupagyőztes (5): 1971, 2019, 2021, 2022, 2023
- Izlandi Szuperkupa-győztes (3): 1982, 1983, 2022

### Férfi kézilabda
- Bajnok (7): 1975, 1980, 1981, 1982, 1983, 1986, 1987
- Kupagyőztes (6): 1978, 1979, 1983, 1984, 1985, 1986
- Másodosztályú bajnok (5): 1961, 1966, 1969, 1997, 1999

### Női kézilabda
- Bajnok (3): 1991, 1992, 1993
- Kupagyőztes (2): 1992, 1994

## Klubhimnusz
2008-ban  a klub alapításának századik évfordulóján a szurkolók versenyt tartottak, kinek a műve lesz a Víkingur új himnusza. A győztes dal a Vikingur - 100 év vagy  Við viljum Sigur í dag Víkingar! amelyet Stefán Magnusson és Freyr Eyjólfsson írt és komponált, és amit azóta minden hazai mérkőzés előtt eljátszanak.

## Mezgyártók és főszponzorok
| Év      | Mezgyártó  | Főszponzor |
| ------- | ---------- | ---------- |
| 1918–90 | Ismeretlen | Ismeretlen |
| 1991–93 | Adidas     | Bahco      |
| 1994–01 | Lotto      | Kaupthing  |
| 2002–05 | Lotto      | Kaupthing  |
| 2006–09 | Prostar    | Kaupthing  |
| 2010–14 | Puma       | TVG Zimsen |
| 2014–16 | Nike       | TVG Zimsen |

## Külső hivatkozások
- Hivatalos honlap
- Szurkolói Klub
- Hivatalos Facebook oldal
- Az Izlandi labdarúgó-szövetség honlapja